# 小花枕榔
小花枕榔（学名：Arenga micrantha）为棕榈科桄榔属下的一个种。

## 扩展阅读
- 維基物種上的相關：小花枕榔